# Renons (członek korporacji)
Renons – niepełnoprawny członek Polskiej Korporacji Akademickiej Jagiellonia. 
Podstawowym zadaniem renonsa jest przyswojenie sobie wiedzy i zwyczajów korporacyjnych oraz dbałość o wszechstronny rozwój osobisty, tak aby przygotować się do podjęcia bardziej wymagających ról barwiarza i semestranta – pełnoprawnego członka korporacji. Nadzór i opiekę nad renonsami sprawuje wojewoda. Renons wykonuje wszystkie zadania powierzone mu przez wojewodę lub innych semestrantów, a niewymagające decyzyjności.
Odpowiednikiem renonsa w innych korporacjach jest przeważnie fuks lub rzadziej giermek (K! Lechia) czy laik (K! Respublica).